# Bob Kitterman
Robert Eugene Kitterman, detto Bob (Ottumwa, 2 aprile 1923 – Guthrie Center, 14 novembre 2000), è stato un cestista statunitense, professionista nella NBL.

## Carriera
Giocò una stagione nella NBL, disputando 54 partite con 5,0 punti di media.